# Schizoeaca
Schizoeaca es un género obsoleto de aves paseriformes perteneciente a la familia Furnariidae. Como consecuencia de un estudio genético del grupo realizado en 2010 se recomendó incluir a todos sus miembros en el género Asthenes, junto con el único miembro del género Oreophylax.

## Especies
Contenía las siguientes especies, con el respectivo nombre común de acuerdo a la Sociedad Española de Ornitología (SEO):
- Schizoeaca perijana - piscuiz de Perijá;
- Schizoeaca fuliginosa - piscuiz barbiblanco;
- Schizoeaca vilcabambae - piscuiz de Vilcabamba;
- Schizoeaca coryi - piscuiz de Cory;
- Schizoeaca griseomurina - piscuiz ratón;
- Schizoeaca palpebralis - piscuiz de anteojos;
- Schizoeaca helleri - piscuiz de la puna;
- Schizoeaca harterti - piscuiz gorginegro.

## Taxonomía
Los estudios genético-moleculares realizados por Derryberry et al. (2010b, 2011) indicaron que, más que formar un grupo monofilético, todos estos taxones están mezclados dentro de Asthenes, así como también la entonces denominada Oreophylax moreirae. Inclusive, algunas veces fueron todas consideradas conespecíficas, aunque los patrones de plumaje difieren en un grado tal que no es encontrado al nivel de especies dentro de Furnariidae. El cambio taxonómico fue aprobado en la Propuesta N° 434 al Comité de Clasificación de Sudamérica.